# ماري دو تويت
ماري دو تويت (بالإنجليزية: Marie Du Toit)‏ هي ممثلة أفلام من جنوب إفريقيا.

## أعمالها
ظهرت في ثمانية أفلام بين عامي 1962 و1977.

### الأفلام
| السنة | العمل                                                   | نوع العمل            | الدور           | ملاحظات |
| ----- | ------------------------------------------------------- | -------------------- | --------------- | ------- |
| 1962  | Voor Sononder                                           | حياة الغرب           | Martie          |         |
| 1967  | Wild Season                                             | دراما                | Martie Maritz   |         |
| 1968  | Die Kandidaat                                           | دراما                | Paula Neethling |         |
| 1971  | The Manipulator (also known as African Story)           |                      | Harriet Tiller  |         |
| 1972  | The Big Game (1972 film) (also known as Control Factor) | فيلم أكشن، خيال علمي | Lucie Handley   |         |
| 1973  | My Way (also known as The Winners)                      | دراما عائلية         | Fran Maddox     |         |
| 1974  | Ongewenste Vreemdeling                                  | دراما رومانسية       | Eleen           |         |
| 1977  | My Way II                                               | عائلي                |                 |         |

## وصلات خارجية
- ماري دو تويت على موقع IMDb (الإنجليزية)
- ماري دو تويت على موقع قاعدة بيانات الفيلم (الإنجليزية)
- ماري دو تويت في قاعدة بيانات الأفلام على الإنترنت